# メッサーシュミットM17

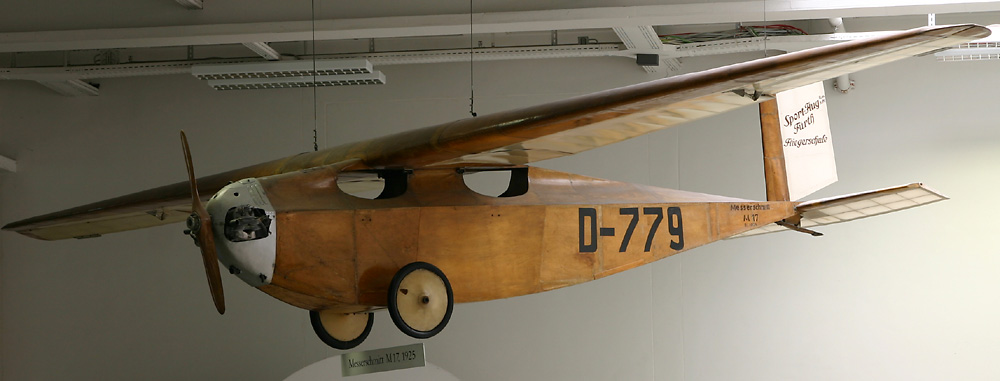
メッサーシュミット M17

メッサーシュミットM17は、ウィリー・メッサーシュミット（メッサーシュミット Bf109などの設計者）がバイエルン航空会社に入る前の1926年に製作したモーターグライダーである。ドイツ博物館に展示されている。
M17のデザインはメッサーシュミット・ヒルト（Messerschmitt-Hirth）S14から始まるグライダーにエンジンをつけたものである。2座席で木製の構造で重量は198 kgであった。29 HPのブリストル Cherub IIエンジンを搭載した。前方の視界は殆どない。
1926年9月、Eberhard von Contaの操縦で、作家のWerner von Langsdorffを同乗させて、バンベルクからローマまで飛行した。中央アルプスをこのような軽飛行機で越えたのは初めてであった。飛行は14時間に及んだが、28リットルの燃料タンクしかないので、3時間ごとの給油が必要であった。この飛行で4,500 mの高度に到達した。